# Agglutinogeno
Un agglutinogeno è un antigene, contenuto da alcune cellule (globuli rossi, batteri, ecc.), capace del legame con l’agglutinina corrispondente e responsabile del fenomeno della agglutinazione.
Principalmente il termine viene utilizzato in immunoematologia, e si riferisce all'agglutinazione del sangue.